# Madagascarophis colubrinus
Madagascarophis colubrinus är en ormart som beskrevs av Schlegel 1837. Madagascarophis colubrinus ingår i släktet Madagascarophis och familjen snokar. IUCN kategoriserar arten globalt som livskraftig.
Arten förekommer på hela Madagaskar. Habitatet utgörs av skogar samt av kulturlandskap. Individerna är aktiva på natten och de vistas främst på marken. Madagascarophis colubrinus föredrar områden nära dammar.

## Underarter
Arten delas in i följande underarter:
- M. c. colubrinus
- M. c. insularis
- M. c. occidentalis
- M. c. pastoriensis
- M. c. septentrionalis